# Франк-Каменецький Давид Альбертович
Давид Альбертович Франк-Каменецький (3 серпня 1910 — 2 червня 1970) — радянський фізик і астрофізик.

## Наукова біографія
Родився у Вільнюсі. Закінчив Томський технологічний інститут. Викладав в Іркутському університеті. У 1935–1956 працював в Інституті хімічної фізики АН СРСР, з 1956 — в Інституті атомної енергії імені І. В. Курчатова. Був професором Московського фізико-технічного інституту, очолював в цьому інституті організовану ним кафедру фізики плазми.
Основні наукові роботи відносяться до фізичної хімії, фізики плазми, астрофізики. Виконав важливі дослідження з теорії горіння і вибуху, хімічної кінетики, загальних основ хімічної технології.
Астрофізичні роботи присвячені розробці теорії внутрішньої будови і еволюції зірок, теорії пульсацій цефеїд, ролі ударних хвиль в космічних явищах. У 1951 розглянув питання про виникнення коливальної нестійкості в зірках при деяких процесах тепловиділення; в 1951–1955 розробляв теорію центральних зоряних автоколивань, які порушуються за допомогою розгойдуючого механізму, пов'язаного з дією ядерних реакцій, що протікають в центрі зірки. Згодом пульсації зірок знайшли пояснення в рамках «периферичної» теорії, згідно з якою автоколивання виникають у периферичній зоні критичної іонізації. Розрахував послідовність зоряних моделей і розглянув зв'язок їхніх основних характеристик з хімічним складом і виглядом залежності енерговиділення, тепловідводу і поглинання від температури (1955). У 1956 розв'язав задачу про посилення ударної хвилі в зовнішніх шарах зірки, що вибухнула; це явище пов'язане з законами зміни блиску наднових зірок і, можливо, з процесами первинного прискорення космічних променів. Показав, що при виході ударної хвилі на поверхню зірки температура в її зовнішніх шарах може підвищуватися настільки, що в них починають протікати ядерні реакції з утворенням важких елементів. Одним з перших вказав на важливість для астрофізики і, зокрема, космології процесу народження пар частинка — античастинка в екстремальних умовах. Велике значення для астрофізики мали також роботи Франк-Каменецького з фізики плазми.
Автор монографії «Фізичні процеси усередині зірок» (1959), науково-популярних книг «Утворення хімічних елементів в надрах зірок» (1959), «Ядерна астрофізика» (1967) та інших.
Премія імені Д. І. Менделєєва АН СРСР (1949) і три Державні премії СРСР. Нагороджений орденами Леніна та Трудового червоного прапора.

## Публикації

### Книги
- Я. Б. Зельдович, П. Я. Садовников, Д. А. Франк-Каменецкий. Окисление азота при горении. — М.: Изд-во АН СССР, 1947.
- Д. А. Франк-Каменецкий. Диффузия и теплопередача в химической кинетике. — М.: Изд-во АН СССР, 1947 (1-е изд.); М.: Наука, 1967 (2-е изд.); М.: Наука, 1987 (3-е изд.); М.: Интеллект, 2008 (4-е изд.).
- Д. А. Франк-Каменецкий. Образование химических элементов в недрах звезд. — 1957.
- Д. А. Франк-Каменецкий. Физические процессы внутри звёзд. — М.: Физматгиз, 1958.
- Я. Б. Зельдович, М. А. Ривин, Д. А. Франк-Каменецкий. Импульс реактивной силы пороховых ракет. — 1963.
- Д. А. Франк-Каменецкий. Ядерная астрофизика. — М.: 1967.
- Д. А. Франк-Каменецкий. Лекции по физике плазмы. — М.: Атомиздат, 1968 (2-е изд.); М: Интеллект, 2008 (3-е изд.).
- Д. А. Франк-Каменецкий. Плазма — четвёртое состояние вещества. — М.: Атомиздат, 1975 (4-е изд.).

### Статті
- Д.А. Франк-Каменецкий. Бета-процессы и астрофизика. // УФН. — 1956. — Т. 58, № 3.
- Д.А. Франк-Каменецкий. Происхождение химических элементов. // УФН. — 1959. — Т. 68, № 7.
- Б.И. Седунов, Д.А. Франк-Каменецкий. Диэлектрическая проницаемость биологических объектов. // УФН. — 1963. — Т. 79, № 4.